# أورورا (الفلبين)
أورورا هي مقاطعة في الفلبين، تقع في Central Luzon ‏، بلغ عدد سكانها 201,233 نسمة وذلك حسب إحصائيات سنة 2010، عاصمتها بالر، تبلغ مساحتها 3,147.32 كيلومتر مربع، رمزها البريدي هو 3200–3207.

## معرض صور

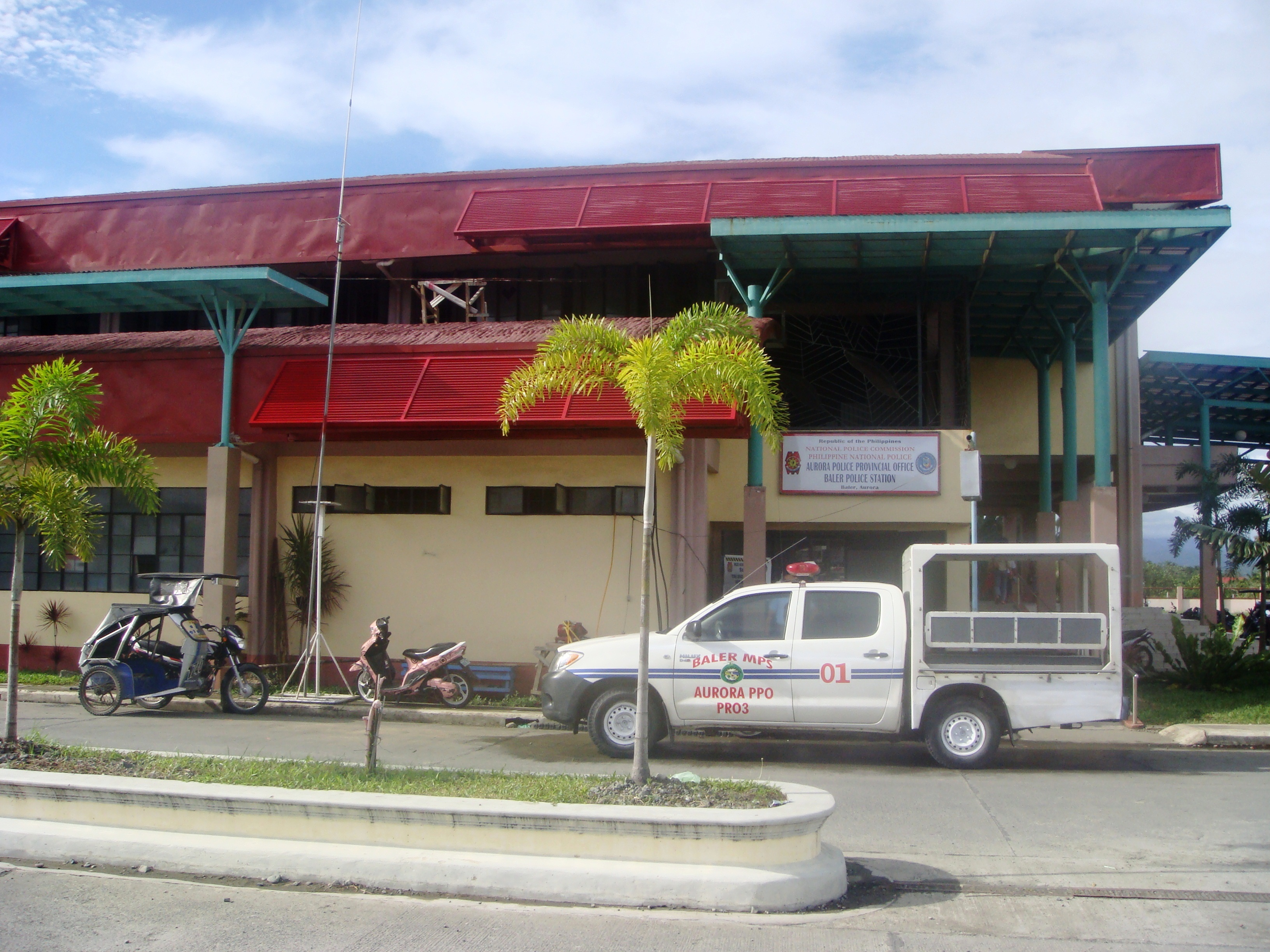
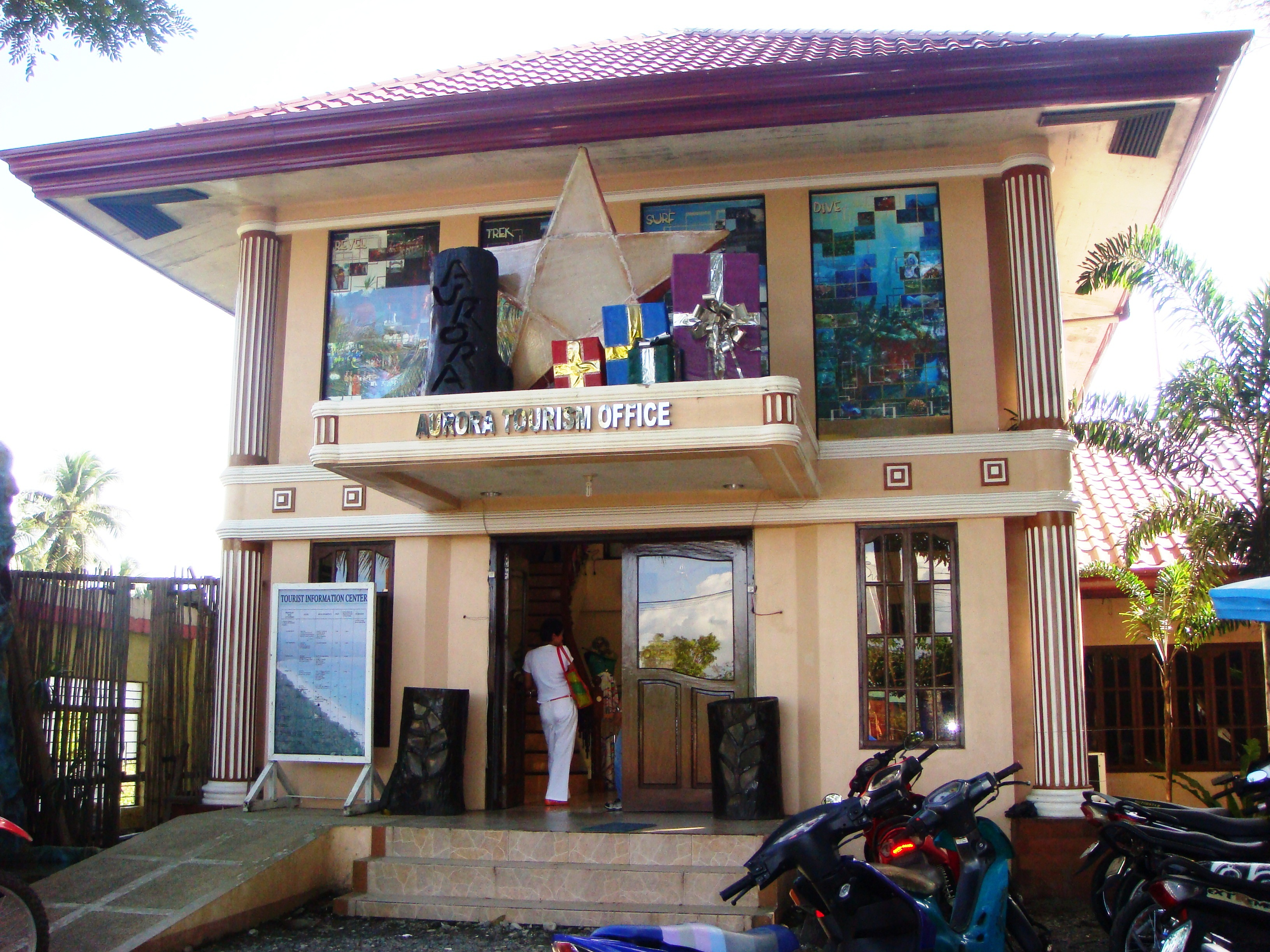
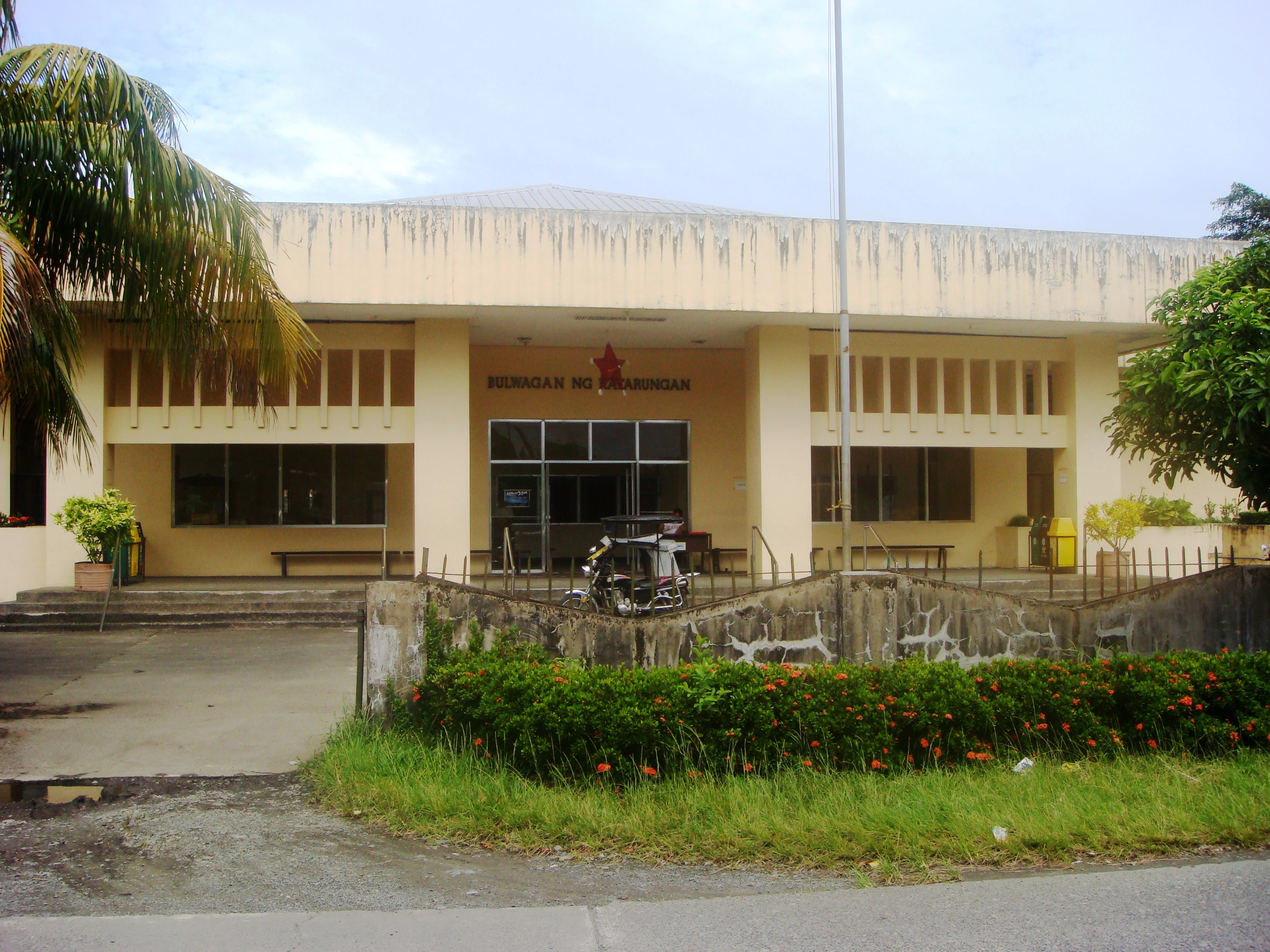
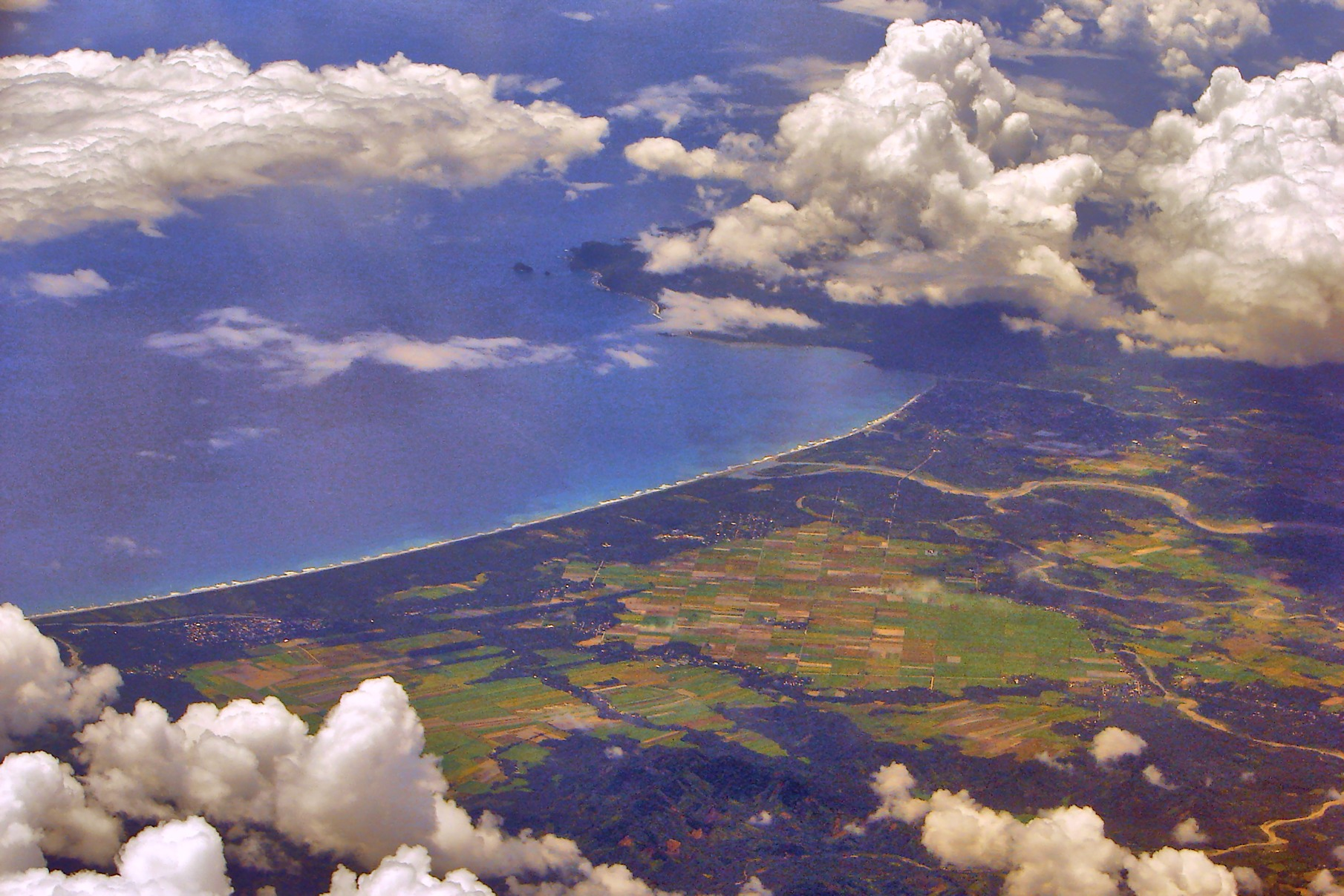
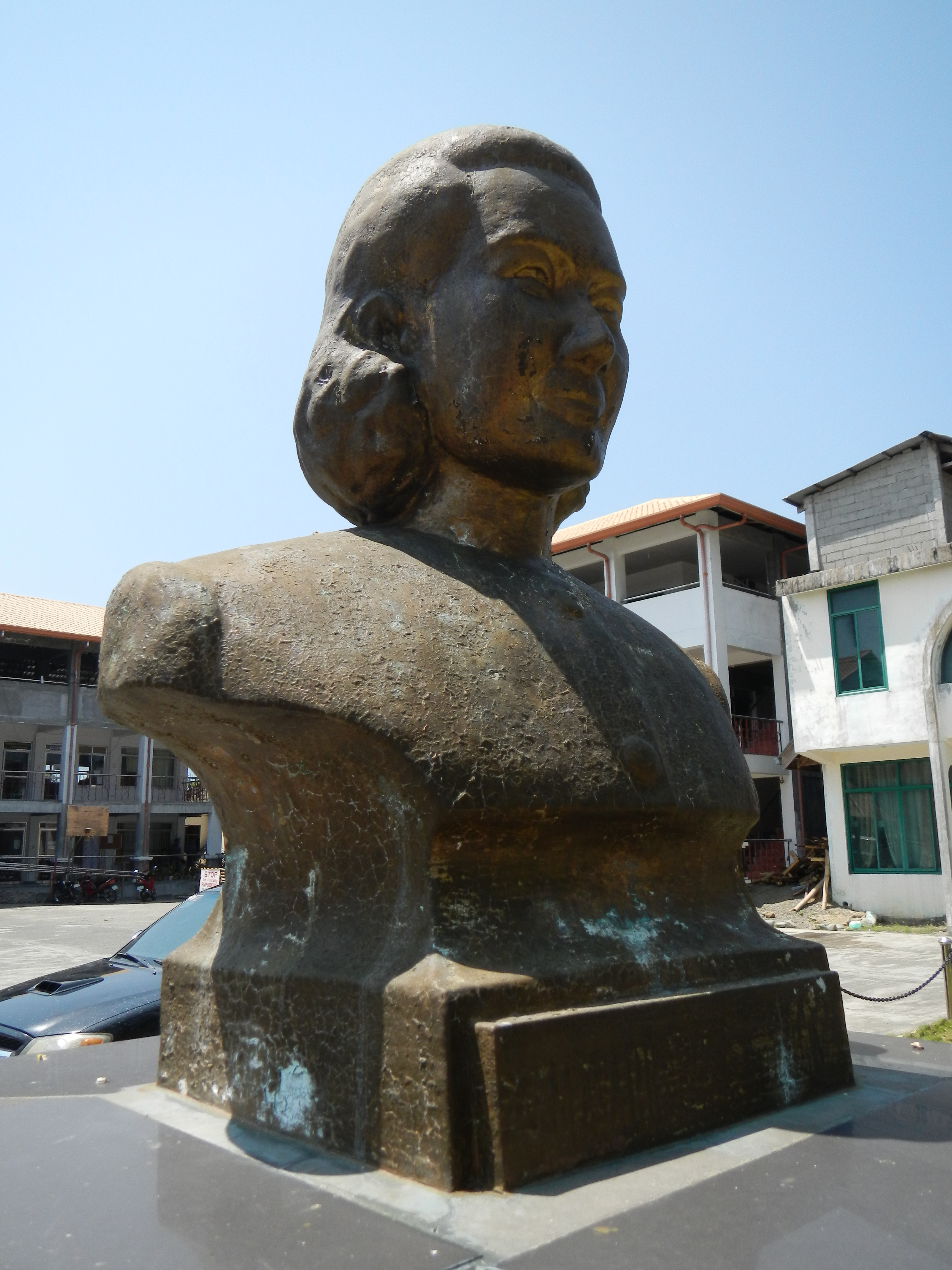

## الموقع
تشترك في الحدود مع:
- نويفا فيزكايا.

## التقسيمات الإدارية
- بالر
- Casiguran, Aurora [الإنجليزية]‏
- Dilasag [الإنجليزية]‏
- Dinalungan [الإنجليزية]‏
- Dingalan [الإنجليزية]‏
- Dipaculao [الإنجليزية]‏
- Maria Aurora, Aurora [الإنجليزية]‏
- San Luis, Aurora [الإنجليزية]‏.